# Преамбюл
Преамбюл (на френски: préambule, на латински: praeambulus – вървящ напред, предшестващ) в правото се нарича встъпително и обяснително изложение в документ, обясняващо неговата цел и същностна философия. Правови актове, имащи преамбюл, са декларациите, международни и граждански договори, закони, нормативни актове. В преамбюла в концентриран вид се обясняват задачите и принципите на правния акт, указват се условията, обстоятелствата, мотивите и други изходни условия, дали повод за създаването му. В него също така се посочва и сферата на действието му.